# Alopecosa unguiculata
Alopecosa unguiculata este o specie de păianjeni din genul Alopecosa, familia Lycosidae, descrisă de Mello-leitao, 1944. Conform Catalogue of Life specia Alopecosa unguiculata nu are subspecii cunoscute.